# كليات (ما وراء الطبيعة)
 الكليات في الميتافيزيقيا هي أشياء ما معينة مشتركة في الخصائص أو الصفات،(بالإنجليزية: Universal)‏. بعبارة أخرى، الكليات هي كيانات متكررة أو دورية، يمكن تمثيلها أو تجسيدها بالعديد من الأشياء المعينة. على سبيل المثال، لنفترض أن هناك مقعدين في غرفة، كل منها أخضر. هذان المقعدان كلاهما لهما نفس الجودة والاخضرار. يعتبر الميتافيزيقيون هذه الحالة، أنهما يتقاسمان «كلية»، لأنه يمكن تمثيلهما أو تجسيدهما بالعديد من الأشياء المعينة. هناك ثلاثة أنواع رئيسية من الصفات أو الخصائص: الأنواع (على سبيل المثال الثدييات)، و الخصائص (على سبيل المثال قوي، قصير)، و العلاقات (على سبيل المثال والد)، هذه كلها أنواع مختلفة من الكليات.